# Tecunumania
Tecunumania é um género botânico pertencente à família Cucurbitaceae.

## Espécies
- Tecunumania quetzalteca Standl. & Steyerm.

1. ↑  «Tecunumania — World Flora Online». www.worldfloraonline.org. Consultado em 19 de agosto de 2020